# 大德米特羅夫卡街

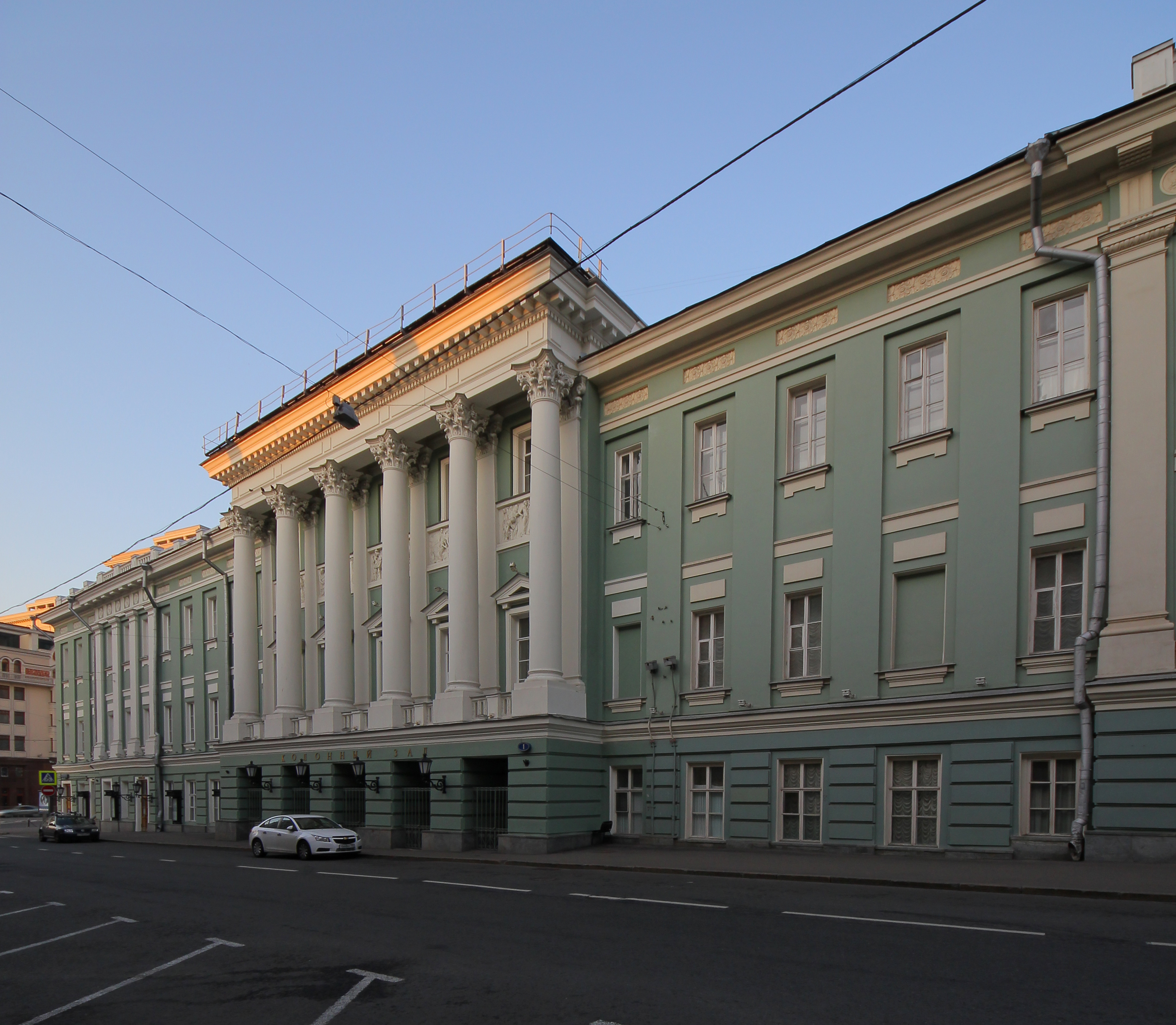
工會大廈，位於獵人商行街口

大德米特羅夫卡街（俄语：У́лица Больша́я Дми́тровка）是俄羅斯首都莫斯科的一條街道，位於獵人商行街和莫斯科林蔭環路之間，呈南北走向。全長1.0公里。
因通往德米特羅夫而得名。1920年以《國際歌》詞作者歐仁·鮑狄埃為名，1937年至1993年以俄國詩人普希金命名。